# Большая Лублога
Большая Лублога — река в России, протекает по Лодейнопольскому району Ленинградской области.
Исток — озеро Ляшозеро севернее Алёховщины. Течёт на запад, пересекает дорогу Р36 (Лодейное Поле — Алёховщина), после чего принимает правый приток — Малую Лублогу (из Заозерского озера).
Впадает в Оять с правого берега выше деревни Валданицы, недалеко от деревень Кидебра и Новинка.
Устье реки находится в 68 км по правому берегу реки Ояти. Длина реки составляет 16 км.

## Данные водного реестра
По данным государственного водного реестра России относится к Балтийскому бассейновому округу, водохозяйственный участок реки — Свирь, речной подбассейн реки — Свирь (включая реки бассейна Онежского озера). Относится к речному бассейну реки Нева (включая бассейны рек Онежского и Ладожского озера).
Код объекта в государственном водном реестре — 01040100812102000013239.